# توپولف تو-۴
توپولف تو-۴ (به انگلیسی: Tupolev Tu-4)، یک هواگرد ساخت کارخانه توپولف در اتحاد جماهیر شوروی سوسیالیستی است که در سال ۱۹۴۹–۱۹۵۲ ساخته شد. نخستین استفاده‌کنندهٔ این هواپیما نیروی هوایی شوروی بوده‌است. این هواگرد برای نخستین بار در ۱۹ مه ۱۹۴۷ میلادی مورد استفاده قرار گرفت.